# Голень (Молдова)
Голе́нь (рум. Goleni, Голя́ны) — село в Единецком районе Молдавии. Относится к сёлам, не образующим коммуну.

## География
Село Голяны расположено на реке Чугур примерно в 10 км к востоку от города Единец на высоте 190 метров над уровнем моря. На юго-западе граничит с селом Русень.

## Население
По данным переписи населения 2004 года, в селе Голень проживает 1239 человек (555 мужчин, 684 женщины).
Этнический состав села:
| Национальность | Число жителей | Процентный состав |
| -------------- | ------------- | ----------------- |
| украинцы       | 873           | 70.46             |
| молдаване      | 315           | 25.42             |
| русские        | 42            | 3.39              |
| румыны         | 7             | 0.56              |
| поляки         | 1             | 0.08              |
| прочие         | 1             | 0.08              |
| Всего          | 1239          | 100 %             |